# Sansevieria
Sansevieria is een voormalig geslacht dat in het APG III-systeem tot de aspergefamilie (Asparagaceae) wordt gerekend. The Plant List erkent 66 soorten. Later is het geslacht toegevoegd aan het geslacht Dracaena.
Een aantal soorten worden toegepast als sierplant, met name Dracaena trifasciata.

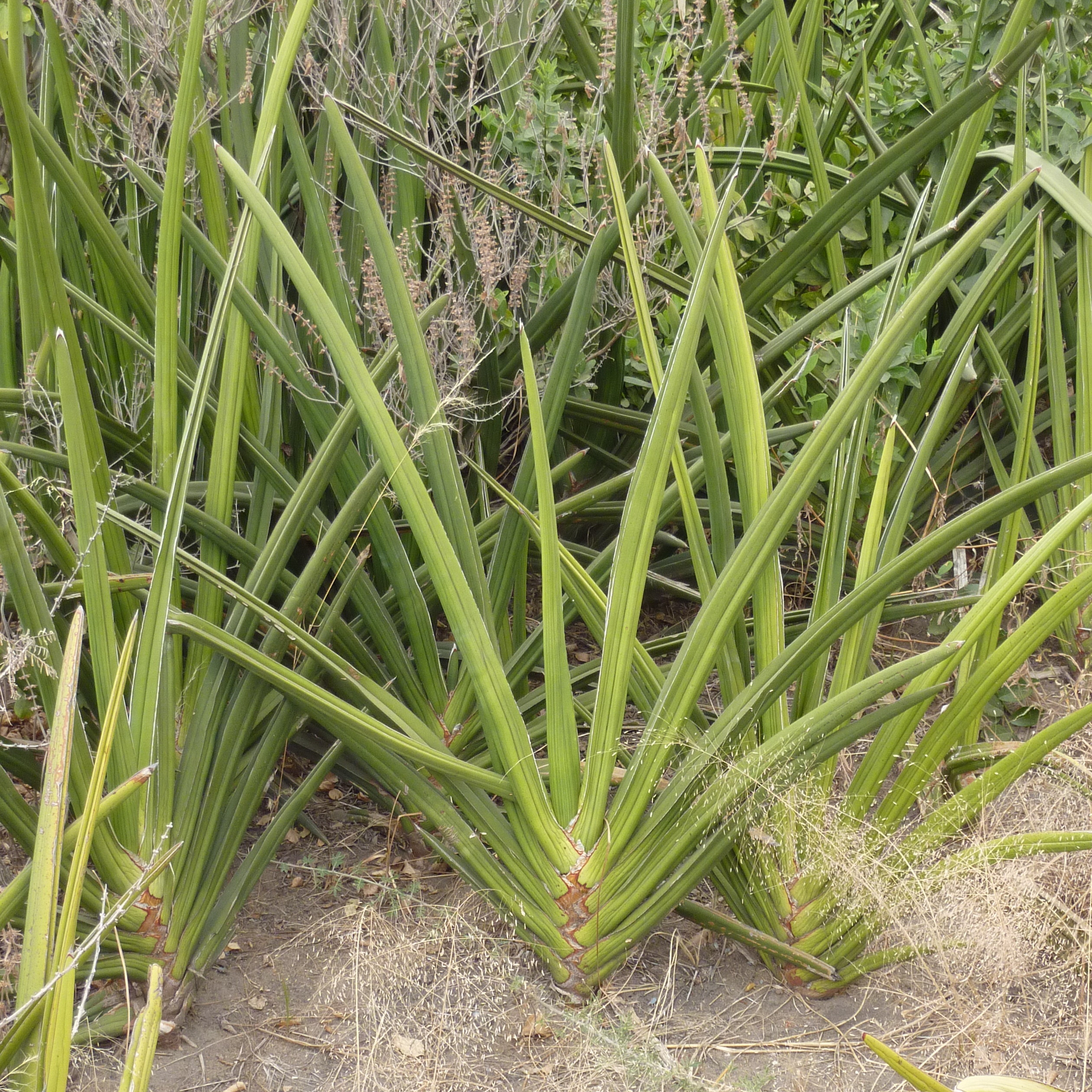
Sansevieria ehrenbergii
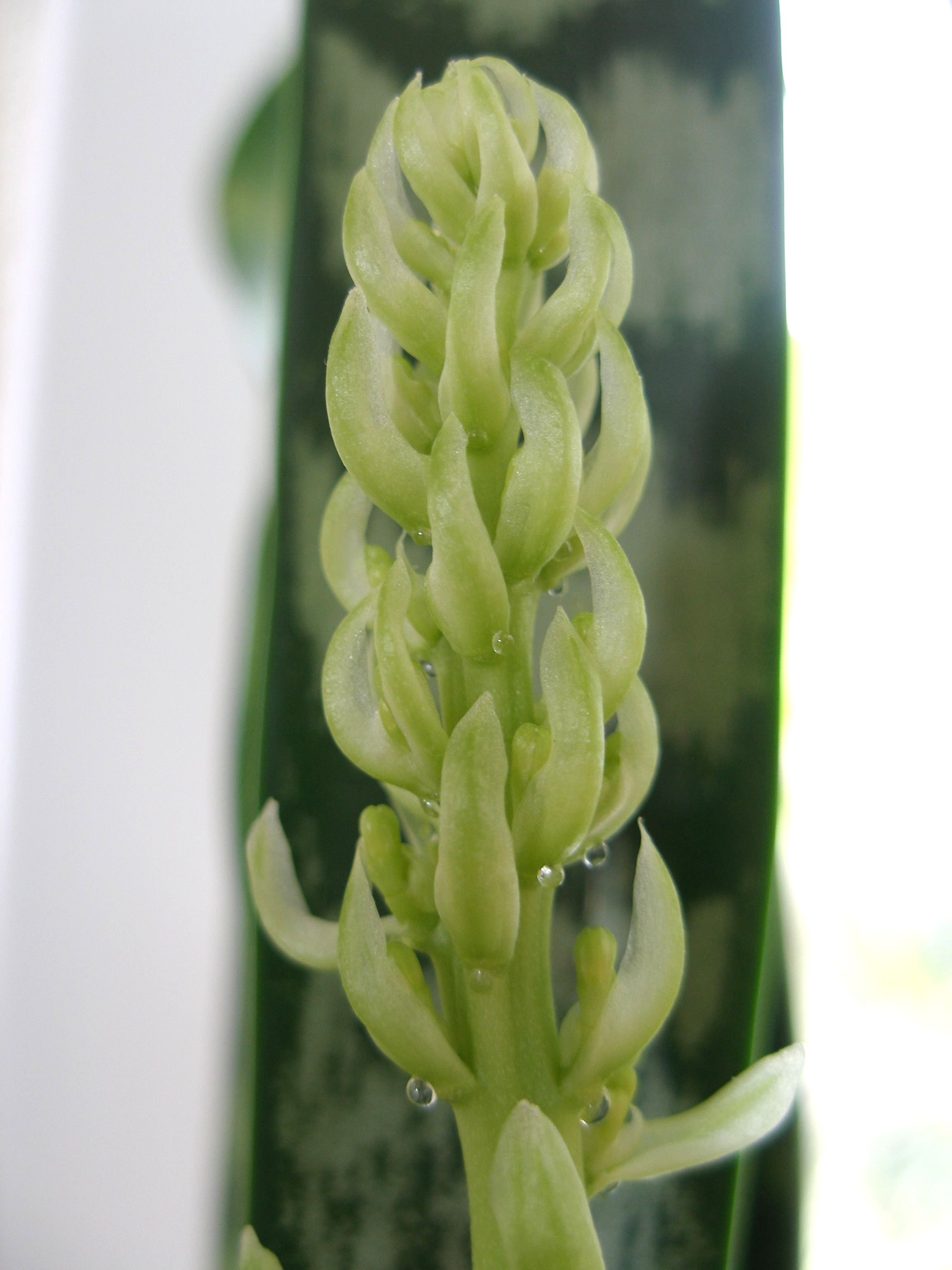
Bloeiwijze van Sansevieria hyacinthoides
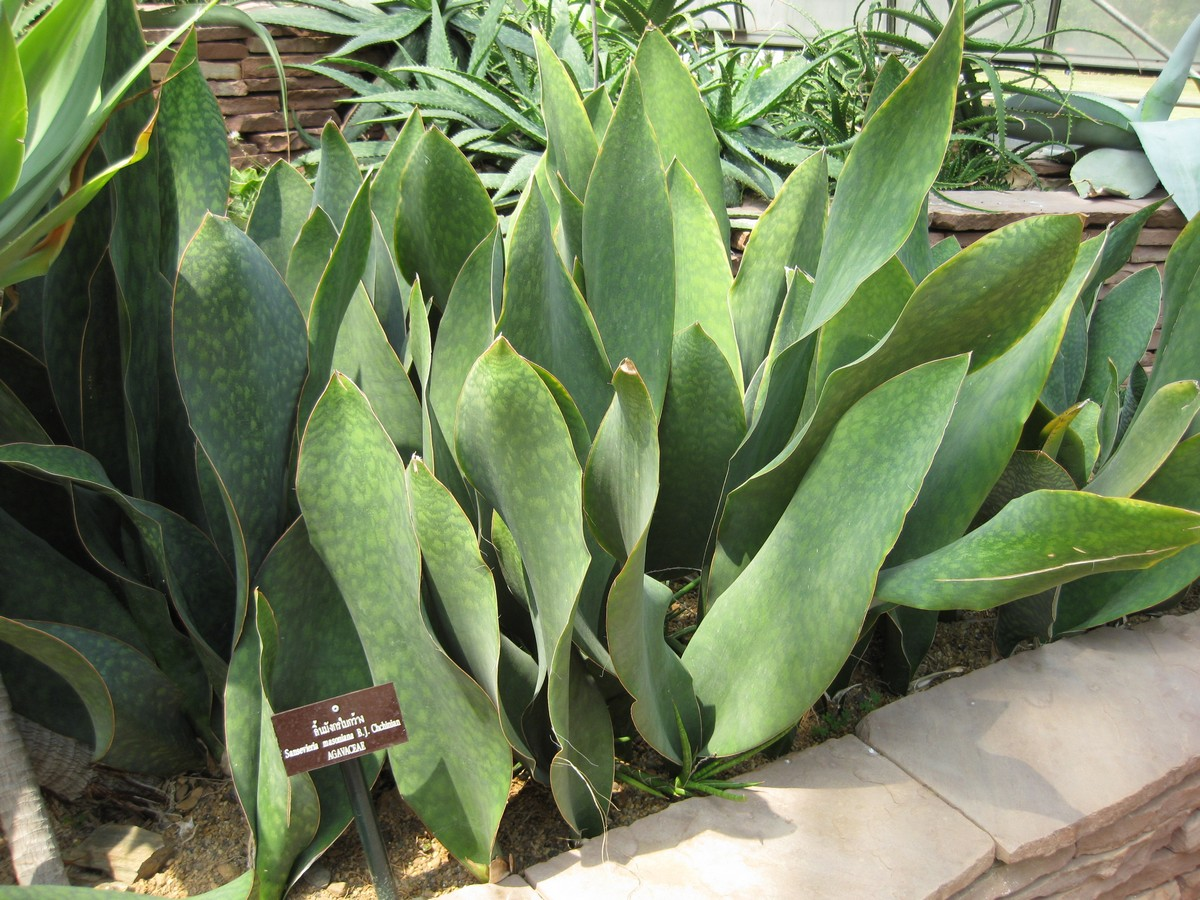
Sansevieria masoniana
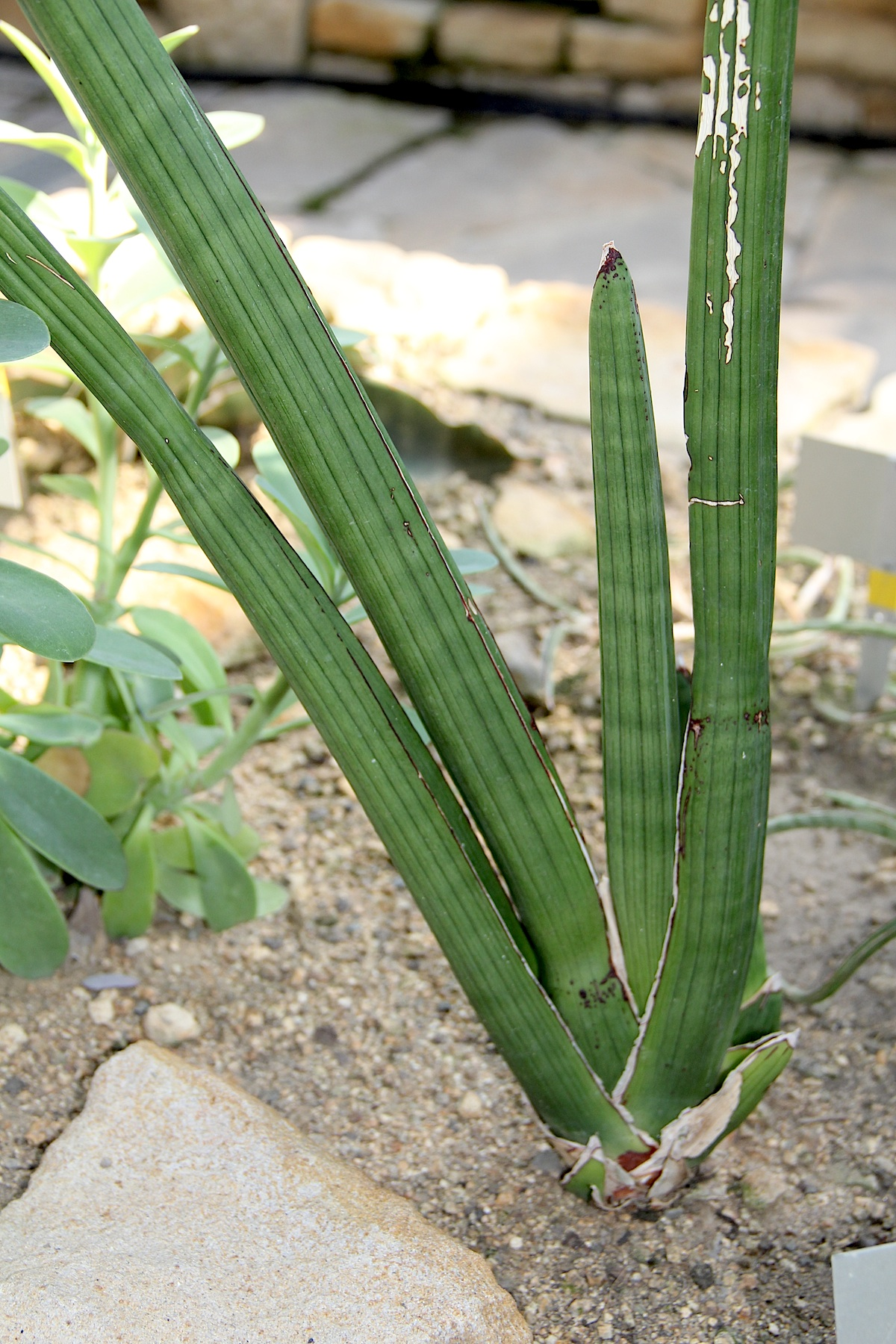
Sansevieria pearsonii